# Nebehledovití
Nebehledovití (Uranoscopidae) jsou čeleď mořských ryb.

## Systematika
Čeleď zahrnuje více než 50 druhů v 7 rodech: Astroscopus, Genyagnus, Ichthyscopus, Kathetostoma, Pleuroscopus, Uranoscopus a Xenocephalus. Eschmeyer's Catalog of Fishes ji k dubnu 2025 klasifikuje v řádu Labriformes. Ve starších zdrojích se nebehledovití objevují v řádu ostnoploutvých (Perciformes), jenž byl však velmi rozsáhlý a v původním pojetí nešlo o monofyletický taxon.

## Charakteristika

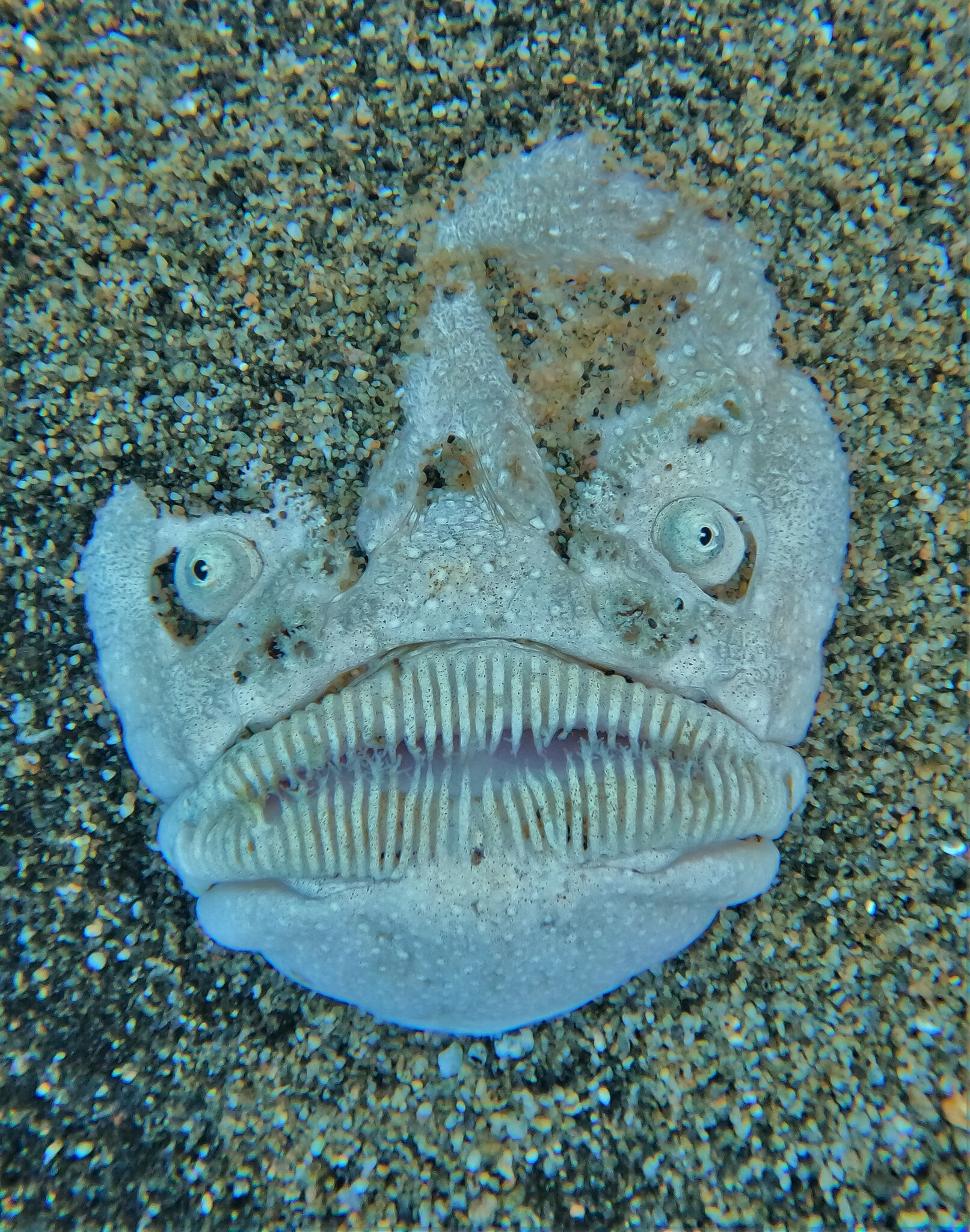
Astroscopus zephyreus

Nebehledovití jsou až 70 cm dlouhé ryby nezvyklého vzhledu. Tělo pokrývají maximálně malé hladké šupiny, anebo zůstává zcela lysé. Hlava má tvar krychle, se zakřivenými ústy a očima vyrůstajícíma až na jejím vrcholu (z toho vychází jak české, tak odborné jméno ve významu „dívat se na nebe“). Břišní ploutve vyrůstají pod hrdlem a jsou velmi blízko u sebe, ve hřbetní ploutvi u řady druhů došlo k redukci trnů.
Ostny hřbetní ploutve, resp. skřelové trny jsou napojeny na slizové, resp. jedové žlázy sloužící k obraně, přičemž k produkci jedu může docházet jen během období tření. Zranění od skřelových trnů skončilo u člověka v některých případech fatálně. Zástupci rodu Astroscopus navíc tuto obranu kombinují s elektrickými výboji o napětí až 50 voltů, které generují modifikovanou svalovou tkání těsně za očima. Zmiňovaný rod je výjimečný i tím, že se nadechuje pomocí vnitřních nozder.
Nebehledovití se vyskytují ve vodách Indického, Atlantského i Tichého oceánu, pronikají ale i do vody brakické či sladké. Jde o dravce lovící ryby a bezobratlé, přičemž se spoléhají na lov ze zálohy – někteří nebehledi dokonce k vábení kořisti využívají červovitý výrůstek na dně tlamy, zatímco pasivně leží na dně. O rozmnožovacím chování těchto ryb je známo jen málo informací.